# Bandsteltkluut
De bandsteltkluut (Cladorhynchus leucocephalus) is een vogel uit de familie Recurvirostridae (kluten).

## Verspreiding en leefgebied
Deze soort is endemisch in zuidelijk en zuidwestelijk Australië. De bandsteltkluut bewoont zoutmeren in het binnenland of aan de kust waar hij zich voedt met kleine kreeftachtigen.

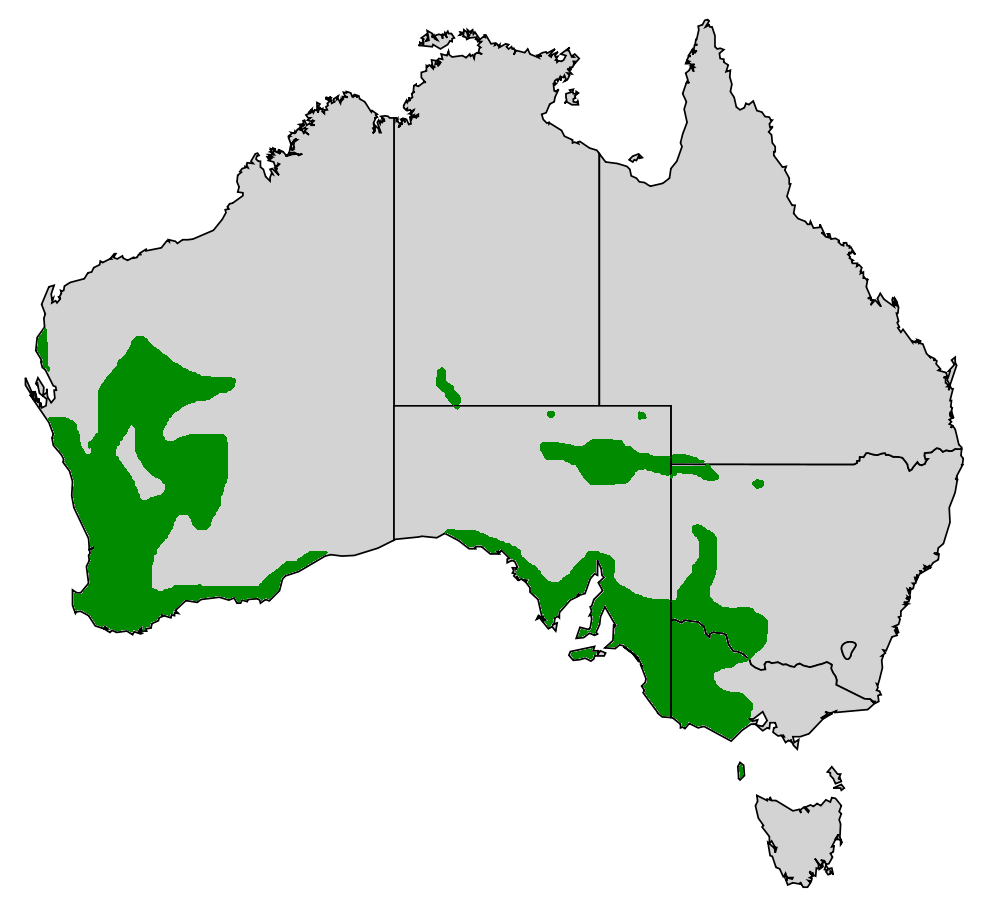
Verspreidingsgebied